# Acte II de la décentralisation
L'acte II de la décentralisation est le nom donné à une série de réformes des collectivités territoriales françaises adoptées en 2003 et 2004, sous la présidence de Jacques Chirac, à l'instigation du gouvernement dirigé par Jean-Pierre Raffarin.
Ces réformes entendent compléter les lois votées depuis 1982-1983 (dites de l'Acte I de la décentralisation), et complétées par la suite par d'autres textes législatifs, notamment en renforçant l'autonomie des collectivités et en leur déléguant de nouvelles compétences.

## Traductions législatives
Les modifications apportées par l'Acte II de la décentralisation sont introduites par plusieurs textes de loi.

### Révision constitutionnelle de 2003
La loi constitutionnelle du 28 mars 2003 relative à l'organisation décentralisée de la République française , ratifiée en Congrès le 17 mars 2003, aborde plusieurs thématiques et modifie en conséquence quelques articles de la Constitution : 
- l'organisation décentralisée de la République, principe désormais consacré dans l'article premier de la Constitution ;
- l'approfondissement des procédures de démocratie locale directe (mise en place d'un droit de pétition des électeurs des collectivités, et d'un droit à l'organisation de référendums locaux), modifiant l'article 72 ;
- la reconnaissance d'un principe d'autonomie financière des collectivités territoriales, modifiant elle aussi l'article 72 en prévoyant notamment des dispositifs de péréquation financière entre les collectivités ;
- le transfert de nouvelles compétences aux régions, notamment dans un premier temps de manière expérimentale ;
- la reconnaissance du statut particulier des collectivités d’outre-mer dans l'article 72
- le fait que les projets de loi relatifs à l'organisation des collectivités territoriales sont en premier lieu confiés à l'appréciation du Sénat (article 39).

Ces principes ont été traduits en trois lois organiques : 
- Loi organique n° 2003-704 du 1er août 2003 relative à l'expérimentation par les collectivités territoriales[2]
- Loi organique n° 2003-705 du 1er août 2003 relative au référendum local[3]
- Loi organique n° 2004-758 du 29 juillet 2004 prise en application de l'article 72-2 de la Constitution relative à l'autonomie financière des collectivités territoriales[4]

### Loi relative aux libertés et responsabilités locales de 2004
La loi du 13 août 2004 relative aux libertés et responsabilités locales, dont l'adoption a été actée après engagement de la responsabilité du gouvernement selon la procédure dite du « 49-3 », précise les compétences déléguées aux collectivités, les conditions de leur financement et les garanties individuelles des personnels transférés. Les compétences concernées sont les suivantes : 
- aux régions : les aides économiques individuelles aux entreprises, l'élaboration de programmes régionaux de santé publique, la politique touristique et patrimoniale (dont la réalisation de l'inventaire général du patrimoine culturel), la gestion de certains ports et aéroports, l'organisation de la formation professionnelle et l'organisation des transports ferroviaires régionaux.
- aux départements : la gestion et le pilotage du revenu minimum d'insertion, la gestion d'une grande partie du réseau routier national, la gestion du logement social.

Régions (lycées) et départements (collèges) se répartissent la gestion des personnels ingénieurs, administratifs, techniques, sociaux et de santé et des bibliothèques (ATOSS) de l'Éducation nationale.

## Autres actions
Cet élan de décentralisation a été préfiguré dès le Comité interministériel d'aménagement et de développement du territoire du 13 décembre 2002, qui acte notamment plusieurs délocalisations symboliques en province (par exemple, le Centre national de documentation pédagogique au Technopole du Futuroscope de Poitiers, l'École nationale supérieure des officiers de sapeurs-pompiers à Aix-en-Provence, le Commandement des écoles de la Gendarmerie nationale à Rochefort, ou le Centre technique d'appui et de formation des centres d'examens de santé à Saint-Étienne). En revanche, la délocalisation de l'Institut national des hautes études de la Sécurité et de la Justice, initialement envisagée, a été abandonnée.